# Deleatur

Signe deleatur utilisé en Allemagne.

Le deleatur (mot latin signifiant « qu’il soit détruit ») est un signe de correction typographique indiquant qu’un caractère (ou une suite de caractères) doit être supprimé.
Le deleatur est employé depuis les origines de l’imprimerie. Une épreuve de 1470, attribuée à Peter Schoeffer, porte plusieurs signes de correction encore utilisés de nos jours, dont un deleatur.
Sa forme a fait l’objet de différentes interprétations[Lesquelles ?], par exemple qu'il s'agirait d'un δ (delta) inversé ; selon une autre théorie, il s’agit d’un d gothique cursif (il est d’ailleurs très proche d’un d en écriture Sütterlin). La forme en est à peu près stable selon les pays européens qui l’utilisent.